# SBI핀테크솔루션즈
SBI핀테크솔루션즈 주식회사(영어: SBI FinTech Solutions, 일본어: SBIピンテックソリューションズ株式会社)는 일본 도쿄도 시부야 구에 본사를 둔 결제대행 기업이다.

## 역사
SBI핀테크솔루션즈는 2011년 4월 SBI 액시즈라는 법인으로 설립되었다.
2012년 12월 12일, 코스닥 시장에 상장하였고, 2013년 1월 7일에 SBI액시즈코리아라는 대한민국 지사를 설립하였다.
2013년 12월, 이비카드가 일본 서비스를 게시하였다.
2017년 7월, 사명을 SBI액시즈 주식회사에서 SBI핀테크솔루션즈 주식회사로 상호를 변경하였고, 이와 동시에 SBI액시즈코리아 주식회사도 SBI핀테크솔루션즈코리아 주식회사로 상호를 변경하였다.
2025년 6월 26일에 자진상장폐지를 신청하였고, 동년 7월 24일부로 상장폐지 되었다.